# Consejo Consultivo de Radio y Televisión (Perú)
El Consejo Consultivo de Radio y Televisión es un órgano autónomo y plural de carácter consultivo cuya finalidad es contribuir con el desarrollo de la radio y televisión en el Perú. Ha sido creado a partir de la Ley de Radio y Televisión (2004) donde se establece su composición, funciones y requisitos para ser miembro. Inició sus funciones en agosto de 2005 y se encuentra adscrito al Ministerio de Transportes y Comunicaciones. Su actual presidenta es Patricia Sánchez Urrego.

## Historia
En 2002 se formó en un proyecto de ley el Consejo Nacional de Radio y Televisión (Conarte) durante la comisión del congresista Natale Amprimo. Inicialmente fue propuesto para supervisar y tomar sanciones en las licitaciones de los medios de comunicación pero fue limitada solo en realizar investigaciones. En ese 2002, la Asociación de Radio y Televisión acusó a la futura Concortv por supuesto intervencionismo a los medios privados.
En 2003 la Veeduría Ciudadana propuso un nuevo proyecto de ley que establecería como un ente adscrito Presidencia del Consejo de Ministros y que velaría en las licencias de los medios de comunicación pero no tuvo éxito. Finalmente en 2005 inició sus operaciones como órgano autónomo no intervencionista bajo la ley de 2004.

## Funciones y atribuciones
- Actuar como veedores en los concursos públicos donde se otorgan las autorizaciones para brindar los servicios de radio y televisión.
- Establecer un sistema de otorgamiento anual de premios y reconocimientos a personas u organizaciones que contribuyan al desarrollo integral y cultural del país mediante su trabajo en la radio y/o televisión.
- Propiciar investigaciones académicas que promuevan el mejoramiento de la radio y televisión.
- Apoyar iniciativas con fines académicos para la preservación y archivo de los programas de producción nacional transmitidos en la radio y televisión.
- Emitir una opinión no vinculante dentro del procedimiento administrativo sancionador a los servicios de radio y televisión, cuando se cometan las siguientes infracciones:
  - Incumplir injustificadamente la transmisión de los programas que hayan sido promocionados en la fecha, horario o con las características de contenido o duración anunciadas.
  - Incumplimiento de las normas relativas al horario de protección familiar (06:00 – 22:00).
  - Incumplimiento de las disposiciones del Código de Ética.
  - Incumplimiento de las condiciones esenciales y otras establecidas en la autorización.
- El CONCORTV podrá requerir de las grabaciones realizadas por los servicios de radio y televisión de los programas nacionales y de la publicidad comercial, con la finalidad de velar por el cumplimiento del código de ética y del horario de protección familiar.
- Proponer al Ministerio de Transportes y Comunicaciones la celebración de convenios nacionales e internacionales que permitan el desarrollo de la radio y televisión.
- Participar en las Audiencias Públicas que organice el Ministerio de Transportes y Comunicaciones.
- Participar en la elaboración del Plan Nacional de Asignación de Frecuencias.
- Participar en la elaboración del Proyecto de Ley de Radiodifusión Estatal y en la recomendación del estándar de Televisión Digital Terrestre a ser adoptado en el Perú.

## Conformación
El Concortv está conformado por consejeros que son representantes de distintas asociaciones civiles y un representante de una entidad gubernamental (con derecho a voz pero no a voto). Estas asociaciones son:
- La Asociación Nacional de Centros.

- Los titulares de autorizaciones de servicios de radiodifusión sonora y de televisión comercial.

- Los titulares de autorizaciones de servicios de radiodifusión sonora y de televisión educativa.

- El Consejo de la Prensa Peruana.

- Las Asociaciones de Consumidores.

- Las Facultades de Comunicación Social y Periodismo.

- El Ministerio de Transportes y Comunicaciones (solo con derecho a voz).

- El Colegio de Periodistas del Perú.

- La Asociación Nacional de Anunciantes (ANDA).

- El Colegio Profesional de Profesores del Perú.

## Eje temático
- Radio y televisión Estatal/Pública
- Radio y televisión para niños, niñas y adolescentes
- Televisión Digital Terrestre
- Educación en medios de comunicación
- Medios de comunicación y adultos mayores
- Observatorio de Radio y Televisión
- Radio y televisión y equidad de género